# 蒂奇 (北卡羅萊納州)
蒂奇（英語：Teachey）是一個位於美國北卡羅萊納州杜普林縣的城鎮。

## 人口
根據2020年美國人口普查的數據，蒂奇的面積為2.73平方千米，皆為陸地。當地共有人口448人，而人口密度為每平方千米164人。